# 磯谷郡
磯谷郡（日语：／ Isoya gun */?）為日本北海道後志綜合振興局的郡，位於後志綜合振興局南部。
郡名來自於阿伊努語的「iso-ya」（礁石海岸）。

## 轄區
轄區包含1町：
- 蘭越町

## 沿革

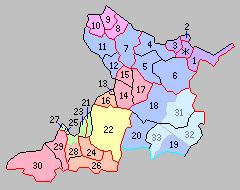
北海道一・二級町村制施行時矶谷郡下辖町村（21.矶谷村 22.南尻別村 黄：兰越町 绿：寿都郡寿都町）

- 1869年8月15日：北海道設置11國86郡，後志國磯谷郡成立。
- 1872年：設置磯谷郡戶長，隸屬函館支廳管轄。[1]
- 1879年：設置磯谷郡役所。
- 1897年11月：北海道實施支廳制，隸屬新設置的壽都支廳，此時磯谷郡下轄島古丹村、橫澗村、能津登村、尻別村。[2]（4村）
- 1899年5月27日：尻別村分割成北尻別村和南尻別村。（5村）
- 1902年4月1日：島古丹村、橫澗村、能津登村、北尻別村合併成磯谷村，並成為北海道二級村。[3]（2村）
- 1909年4月1日：
  - 磯谷村成為北海道一級村。
  - 南尻別村成立為北海道二級村。
- 1910年：壽都支廳被廢除，改隸屬後志支廳管轄。
- 1940年：南尻別村成為北海道一級村。
- 1943年6月1日：北海道一級二級町村制廢止。
- 1954年12月1日：南尻別村改制並改名為蘭越町。（1町1村）
- 1955年1月15日：磯谷村被併入壽都郡壽都町。（1町）